# Plecak amunicyjny

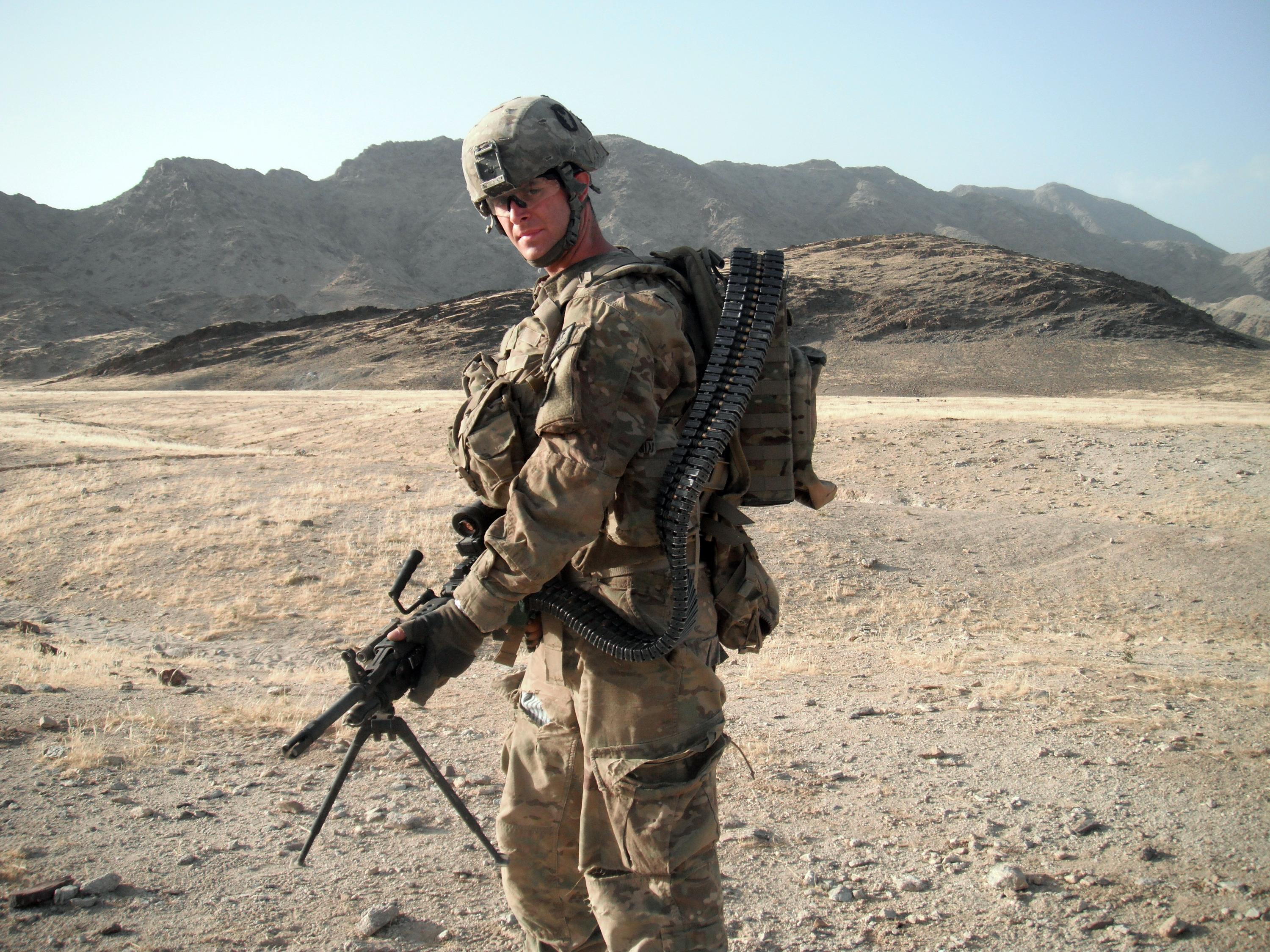
Żołnierz Gwardii Narodowej USA z plecakiem amunicyjnym Ironman

Plecak amunicyjny (plecakowy system amunicyjny) – system zasilania ręcznego karabinu maszynowego z zasobnika niesionego przez strzelca na plecach.

## Charakterystyka
Z plecaka amunicja jest transportowana do broni za pomocą elastycznego rękawa, podczepionego do istniejących elementów mocujących tradycyjne zasobniki.
W porównaniu do dotychczasowych systemów zasilania z wymiennych magazynków lub taśmy, system plecakowy jest pojemniejszy (może zawierać, w zależności od konstrukcji plecaka i kalibru amunicji, kilkaset nabojów), pozwala na prowadzenie ognia dłuższymi seriami (nie trzeba zmieniać magazynka lub podczepiać nowej taśmy), zmniejsza prawdopodobieństwo zacięcia się broni oraz zabrudzenia jej mechanizmów.
Niektóre plecaki mają miejsce na przenoszenie lufy na wymianę w razie przegrzania.

## Przykłady
- Ukraiński system Murena, o pojemności 600–650 naboi kalibru 7,62 mm, do zasilania karabinów maszynowych PK/PKM. Trwają prace (2023) nad przystosowaniem do M240 oraz innej broni NATO, dostarczanej na Ukrainę. Masa plecaka z amunicją i zapasową lufą wynosi 28 kg[1].
- Amerykański system Avenger, opracowany przed 2018 rokiem w NSWC Crane Division dla marynarki USA. Plecak zawiera 650 naboi kal. 7,62 mm, służy do zasilania Mk 48 (Maximi)[2].
- Amerykański system Ironman, opracowany około 2010 roku dla wojsk lądowych USA. Mieści 500 naboi[2].
- Izraelski system Prome Man-Pack, pokazany w 2016 roku. Mieści do 850 naboi kal. 5,56 mm lub 7,62 mm. Przystosowany do karabinów maszynowych Negev, FN MAG i PKM[3].

## Kultura
W filmie Predator sierżant Blain Cooper używa plecakowego systemu amunicyjnego do zasilania trzymanego w rękach M134 Minigun. Amerykanie twierdzą, że ten pomysł zainspirował ich do opracowania swojego systemu.